# Kate Brian
 (juin 2012).
Si vous disposez d'ouvrages ou d'articles de référence ou si vous connaissez des sites web de qualité traitant du thème abordé ici, merci de compléter l'article en donnant les références utiles à sa vérifiabilité et en les liant à la section « Notes et références ».
Œuvres principales
- Série Campus

Kieran Scott connue soue le nom de plume Kate Brian (née le 11 mars 1974 à Montvale dans le New Jersey) est une auteure américaine, surtout connue pour son travail dans la chick lit, littérature pour jeunes adultes. Parmi ses livres les plus connus, écrits sous Kate Brian, il y a : Une princesse peut en cacher une autre, Lucky T, Pourrie gâtée, Mélanie et les 7 frères McGowan ainsi que, le plus célèbre, Campus (Private).
Les livres publiés sous le nom de Scott comprennent Elle est donc morte pour nous, J'étais une cheerleader non blonde, Les brunes ripostent, Une pom-pom girl non blonde amoureuse, et L'aimant connaisseur.

## Biographie
Kieran  Scott est originaire de Montvale dans le New Jersey. Elle a grandi dans le comté de Bergen. Elle est diplômée de Pascack Hills High School et a fréquenté l'université Rutgers avec une double maîtrise en anglais et en journalisme. Elle a travaillé comme rédactrice en chef pendant quatre ans avant de devenir écrivain. Elle réside dans le New Jersey avec son mari et son fils.
Kieran Scott a écrit Campus, une série de livres parlant de la vie de Reed Brennan, une adolescente vivant avec une mère dépressive. Elle échappe à cela grâce à l'Académie d'Easton où l'ex-petite amie de son frère a étudié. Après maintes contraintes elle arrivera à intégrer "Billings" le dortoir féminin le plus sélect du campus.
Elle va découvrir que les apparences sont parfois trompeuses et que derrière une façade parfaite les célèbres "Filles Billings" ont bien des choses à cacher.

## Œuvres

### SérieCampus
Préquelle : Cet hiver-là, à Easton, Bayard Jeunesse, 2011 ((en) Last Christmas, 2008)
Préquelle : Le Livre des sortilèges, Bayard Jeunesse, 2015 ((en) The Book of Spells, 2010)
1. Bienvenue à Easton, Bayard Jeunesse, 2007 ((en) Private, 2006)
2. Sur invitation, Bayard Jeunesse, 2008 ((en) Invitation Only, 2006)
3. Intouchables, Bayard Jeunesse, 2008 ((en) Untouchable, 2006)
4. Confessions, Bayard Jeunesse, 2009 ((en) Confessions, 2007)
5. Nouveau Départ, Bayard Jeunesse, 2009 ((en) Inner Circle, 2007)
6. Héritage, Bayard Jeunesse, 2010 ((en) Legacy, 2008)
7. Ambition, Bayard Jeunesse, 2011 ((en) Ambition, 2008)
8. Révélation, Bayard Jeunesse, 2011 ((en) Revelation, 2008)
9. Paradis perdu, Bayard Jeunesse, 2012 ((en) Paradise Lost, 2009)
10. Soupçons, Bayard Jeunesse, 2013 ((en) Suspicion, 2009)
11. Société secrète, Bayard Jeunesse, 2013 ((en) Scandal, 2010)
12. Disparue, Bayard Jeunesse, 2014 ((en) Vanished, 2010)
13. (en) Ominous, 2011
14. (en) Vengeance, 2011

### SériePrivilège
1. Vengeance, Bayard Jeunesse, 2014 ((en) Privilege, 2008)
2. Nouvelle Vie, Bayard Jeunesse, 2015 ((en) Beautiful Disaster, 2009)
3. (en) Perfect Mistake, 2009
4. (en) Sweet Deceit, 2010
5. (en) Pure Sin, 2010
6. (en) Cruel Love, 2011

### SérieShadowland
1. Shadowland, Bayard Jeunesse, 2016 ((en) Shadowlands, 2013)
2. Pour toujours, Bayard Jeunesse, 2016 ((en) Hereafter, 2013)
3. Enfer et Paradis, Bayard Jeunesse, 2017 ((en) Endless, 2014)